# Блищанівка
Блища́нівка — село в Україні, у Маківській сільській територіальній громаді Хмельницької області.

## Назва
Донині на полі, біля невеликого потічка, знаходять предмети домашнього вжитку, залишки знарядь праці, фундаменти згорілих осель. В народі побутує переказ про Блищана, який спалював ліс, вивільняючи землю для посіву, а вугілля продавав ковалям. І те місце, Вуглярка, стало пристановищем уцілілих жителів Яруги. Вони будували свої нові житла на лісових галявах, що виблискували на сонці, викопали криницю й недалеко від неї спорудили дерев'яну церкву на честь Успіння Богородиці. Зазнавши неодноразових перебудов, церква залишилась на тому ж місці й тепер. Так, за переказом, з'явилося село Блищанівка. Його назву пояснюють по-різному: пов'язують з іменем Блищана, і з полянами, що виблискували з боку спаленої Яруги серед лісу і давали притулок тим, хто врятувався, і з давньою назвою річки.

## Географія
Блищанівка — типове подільське село. Воно розкинулося по обидва боки річки Гниловідки, що вливає свої води в річку Тернаву, а та впадає у Дністер. Спочатку Гниловідка називалася Блищанівкою. Місцевість — гориста. Ґрунти чорноземні та глинясті.

### Клімат
Блищанівка знаходяться в межах вологого континентального клімату із теплим літом. Але діяльність людини досить часто призводить до екоциду, поганих змін та глобального потепління. Рівень наповнення річок водою по області становить лише 20 % від необхідного стандарту, значна частина земної поверхні стає посушливою. Для покращення ситуації варто було б проводити ревайлдинг, відновлювати екосистеми та лісові насадження.

## Історія

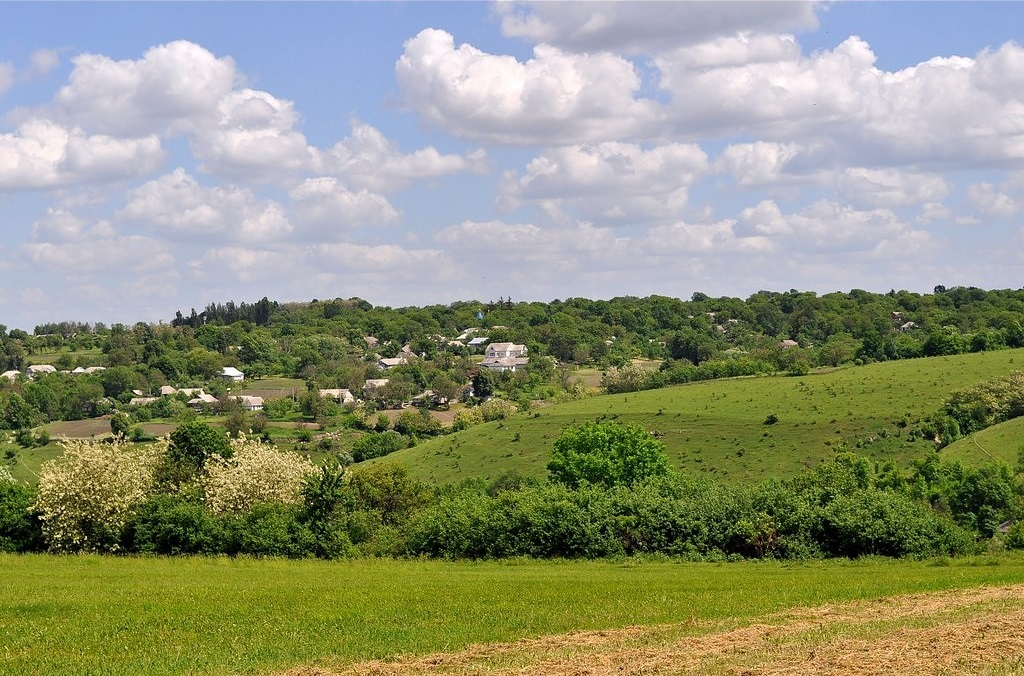
Блищанівка 2021 рік

Юрій Володийовський-Гектор кам'янецький придбав від Ґабріеля Сільніцького маєтки у селах Блищанівка, Шатава, Михайлівка.
Переказ, який був записаний на початку ХХ століття, розповідає, що колись на південний захід від нинішньої Блищанівки було село Яруга,  спустошене татарами. На місці колишнього села Яруги зберігся курган. Археологічна експедиція Кам'янець — Подільського державного педагогічного інституту, яка у 80 — х роках ХХ ст. проводила в районі розвідкові роботи, зафіксувала: « За 1,8 км південно — західніше с. Блищанівка в урочищі Могила знаходиться курган. Діаметр — 40 м, висота — 3 м. У центрі насипу — западина 10 м в діаметрі і глибиною 0,6 м».
Селяни були звільнені від кріпосного права в 1861 році. На честь цієї події в багатьох селах Поділля на в'їздах встановлювали пам'ятні фігури, такі збереглись в селах: Нігин, Черче. Ця традиція помаленьку відновлюється, встановлюються статуї Божої Матері чи інші фігури.
1863 року селяни втрачають можливість користуватись рідною мовою, видано таємне розпорядження — Валуєвський циркуляр, що наказував призупинити видання значної частини книг, написаних українською мовою, а згодом доповнено Емським указом.
Внаслідок поразки Перших визвольних змагань на початку XX століття, село надовго окуповане російсько-більшовицькими загарбниками.
Радянська окупація принесла колективізацію та розкуркулення, мешканці села зазнали репресій. Багатьох частинах Поділля відбувались масові селянські повстання, проти радянської влади.
В 1932–1933 селяни села пережили Голодомор.
Роки Великого терору 1936-1937 вбито осіб різних національностей і професій, багато людей було виселлено як сім'ї «ворогів народу».
По закінченню Другої світової війни у 1946—1947 роках мешканці села вчергове пережили голод.
З 1991 року в складі незалежної України.
Сьогодні село[коли?], розрізане річкою, досить умовно в народі ділиться  на Гору і Долину. Гора — це більш-менш рівна місцевість, центр села. Долина — це досить протяжна — від Михайлівки до Супрунковець — частина села, що з двох боків по крутосхилах прилягає до річки Гниловідка.
13 серпня 2015 року шляхом об'єднання Маківської, Михайлівської та Чечельницької сільських рад село у складі Маківській сільській громаді. Об'єднання в громаду має створити умови для формування ефективної і відповідальної місцевої влади, яка зможе забезпечити комфортне та безпечне середовище для проживання людей.
17 липня 2020 року, в результаті адміністративно-територіальної реформи та ліквідації Дунаєвецького району, село увійшло до складу Кам'янець-Подільського району.

## Населення
Населення становить 362 осіб за даними перепису 2001 року.

### Мова
У селі поширені західноподільська говірка та південноподільська говірка, що відносяться до подільського говору, який належить до південно-західного наріччя.
100 % населення вказало своєю рідною мовою українську мову за даними перепису 2001 року.

## Відомі люди

### Уродженці
- Прокопчук Віктор Степанович — доктор історичних наук, професор, заслужений працівник народної освіти України.
- Михайлов Валерій Васильович — український військовослужбовець, учасник російсько-української війни.[3]

### Проживали, перебували
- Сільніцький Ґабріель — власник села, шляхтич, військовик, урядник Республіки Обох Націй (Речі Посполитої), дипломат.
- Володийовський Єжи — власник села, український шляхтич гербу Корчак, перемиський стольник, військовий командувач.